# 손함
손함(孫咸, ? ~ ?)은 후한 초기의 군인이다.

## 행적
건무 원년(25년), 평적장군(平狄將軍) 손함은 당시 퍼져 있던 도참에 따라 행대사마사(行大司馬事)에 임명되었으나, 주변 사람들은 이를 싫어하였다. 광무제는 조서를 내려 대사마에 적격인 자를 찾았고, 신하들은 오한·경단을 추천하였다. 광무제는 오한을 대사마에, 경단을 표기대장군에 임명하였다.

## 출전
- 범엽, 《후한서》 권22 주경왕두마유부견마열전

| 전임 - | 후한의 대사마 (대행) 25년 | 후임 오한 |